# Urani(VI) oxide
Urani(VI) Oxide hay urani triOxide, uranic Oxide, là dạng Oxide của urani(VI), có công thức hóa học UO3. Hợp chất này tồn tại dưới dạng rắn, thu được bằng cách nung uranyl(VI) nitrat đến nhiệt độ 400 ℃. Dạng cấu trúc thường gặp nhất của hợp chất là γ-UO3, tồn tại dưới dạng thức bột màu vàng cam.

## Các mối nguy về sức khoẻ và an toàn
Giống như tất cả các hợp chất 6 phối tử của urani, UO3 nguy hiểm khi hít phải, nuốt phải, và tiếp xúc trực tiếp với da. Đây là một chất phóng xạ rất độc, có thể gây thở hụt hơi, ho, tổn thương động mạch cấp và thay đổi nhiễm sắc thể của bạch cầu và tuyến sinh dục dẫn đến dị tật bẩm sinh nếu hít phải. Tuy nhiên khi ăn phải, urani chủ yếu gây độc đối với thận và có thể ảnh hưởng nghiêm trọng đến chức năng của bộ phận này.

## Urani(VI) Oxide trong gốm sứ
Gốm tiếp xúc với hợp chất UO3 thay đổi màu sắc thành xanh lá cây hoặc đen khi đốt trong không khí và màu vàng sang màu da cam khi đốt bằng oxy. Màu cam Fiuszare là một ví dụ nổi tiếng về một sản phẩm có men urani. UO3-cũng đã được sử dụng trong công thức men răng, kính urani, và đồ sứ.

## Hợp chất khác
UO3 còn tạo một số hợp chất với NH3. Các phức này thường được gọi là các amoni uranat. Chúng bao gồm:
- 3UO3·NH3·5H2O (amoni điuranat), bột màu vàng;[4]
- 2UO3·NH3·3H2O, bột màu vàng nhạt;[5]
- 3UO3·2NH3·4H2O, chất rắn dạng vi cầu màu vàng;[4]

UO3 còn tạo một số hợp chất với N2H4, có dạng UO3·mN2H4·nH2O. Chúng có màu vàng.
UO3 còn tạo một số hợp chất với CO(NH2)2, như UO3·2CO(NH2)2·H2O là chất rắn màu vàng.